# 1695 au Canada
Pour un article plus général, voir Chronologie du Canada.
Cet article traite des événements qui se sont produits durant l'année 1695 au Canada.

## Événements
- 5 août : Jeanne Le Ber entre dans la Congrégation Notre-Dame de Montréal et elle continue sa vie de recluse.
- Reconstruction du Fort Frontenac près du Lac Ontario.
- Fondation de l'Ancien hôpital général de Montréal.

## Naissances
- 3 novembre : Pierre-Jacques Payen de Noyan, commandant de fort. († 30 décembre 1771)
- Memeskia, chef Miami dit la demoiselle († 21 juin 1752).
- Orontony : chef huron († 1750).

## Décès

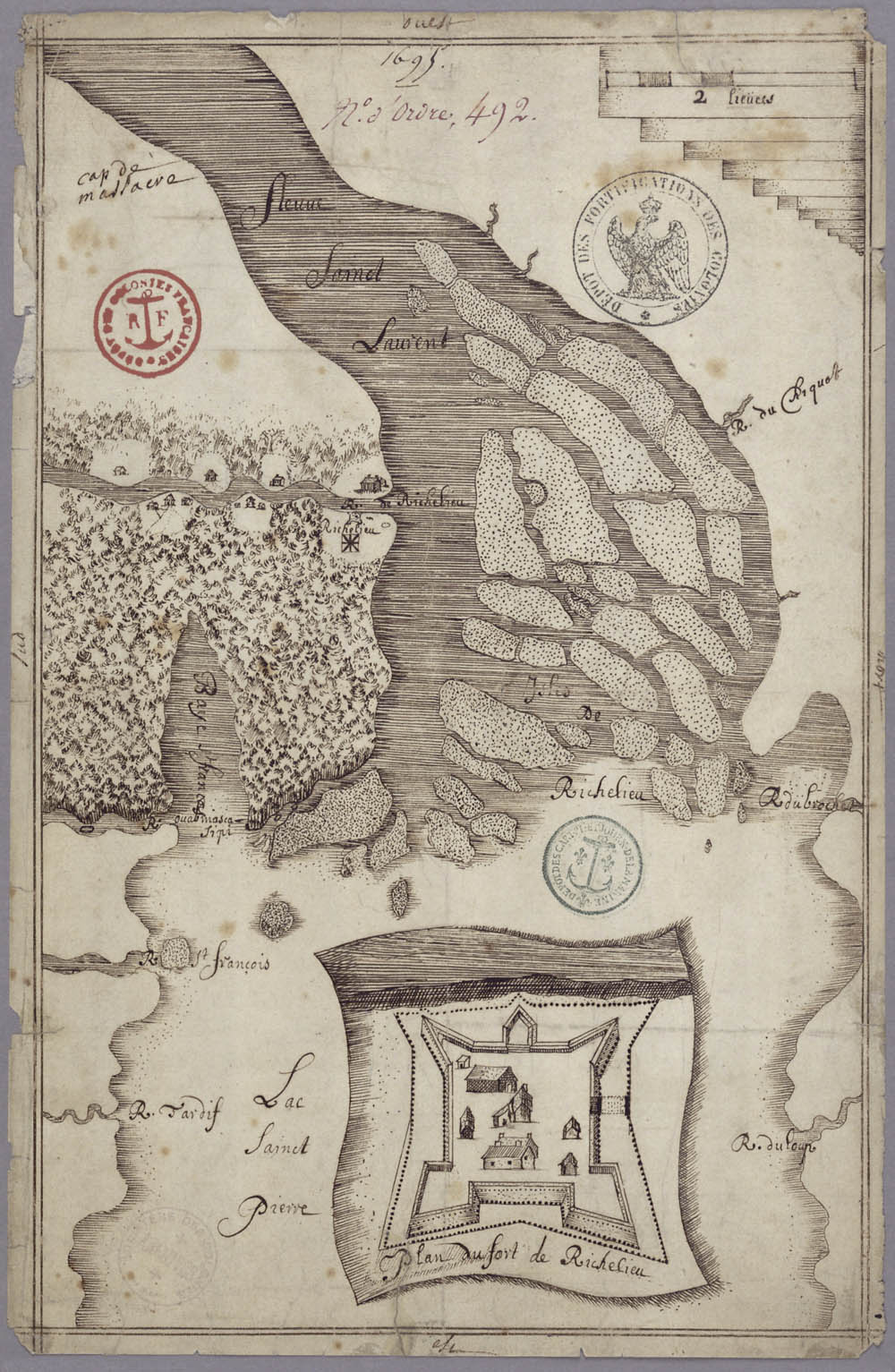
Fort Richelieu en 1695

- 18 février : William Phips, officier de marine britannique qui a attaqué l'Acadie et Québec.
- 9 octobre : Mathieu d'Amours de Chauffours, membre du conseil souverain et seigneur de Matane.
- 10 novembre : Charles Legardeur de Tilly, commerçant.